# Šemsudin Sarajlić
Šemsudin Sarajlić (Knezina, Vlasenica, 1887. – Sarajevo, 1960.) je bosanskohercegovački književnik, političar i prevoditelj.
Potomak je poznate sarajevske porodice Đugumija. Završio je ruždiju i Gazi Husrevbegovu medresu u Sarajevu. Školovao se i u Istanbulu, odakle je protjeran.Objavio je mnoštvo novela koji su mu izašle u raznim časopisima (Behar, Gajret, Muslimanska sloga, Biser (časopis)!, Djulistan, Islamski glas, Zemzem, Narodna uzdanica). Zbirku novela Iz bosanske romantike objavila mu je Matica hrvatska. Odlikuje ga dobro poznavanje života bosanskih mahala, o kojim pripovijeda kao rijetko tko od književnika Bosne. Prevodio je s orijentalnih jezika: arapskog, perzijskog i turskog.
Uređivao je list Behar. Bio je službenik Vakufske direkcije, zatim tajnik Glavnog odbora i narodni poslanik Jugoslavenske muslimanske organizacije u Skupštini u Beogradu, te član uređivačkog odbora lista Pravda. I sam je izdavao listove, a pojavljivao se s člancima s kulturno-političkog područja i u drugim listovima.
Njegove pripovijetke obično su iz života sarajevskog muslimanskog svijeta. Opisivao je svagdašnje ljude, onako kako ih je on gledao, ljude koje nisu nimalo revolucionarni, koji su u biti dobri i koji mrze zlo, a da nemaju snage i mogućnosti da se bore protiv njega. U književnoj ostavštini nalaze se tri romana: Proljeće, Srodne duše, Kreposna žena i dvije zbirke pripovijedaka.
Napisao je ova djela:
1. Razija (pripovijetke), Sarajevo, 1908.
2. Proljeće, 1911.
3. Vjetar, Sarajevo, 1917.
4. Samo dva brata, Sarajevo, 1920.
5. Nova Turska (studija), Sarajevo, 1926.
6. Iz bosanske romantike (novele), Matica hrvatska, Zagreb, 1931.
7. Mi i bližnji istok (Aktualna pitanja o iskorišcavanju dobara i o izvozu jugoslavenskih proizvoda), Sarajevo, 1935.
8. Sevdalinka (kako sačuvati originalnost sevdalinke), 1943.
9. Zarasli putovi (novele), Matica hrvatska, Zagreb, 1944.

Abdurahman Nametak ga je uvrstio u antologiju Izbor iz hrvatske muslimanske pripovijetke, I dio (1878-1918), Zagreb, 1943.